# MILLEA
MILLEA（ミレア）は、日本の女性歌手・ボーカリストである。北海道札幌市清田区出身。レーベルは日本クラウン 。

## 人物
音楽が常に身の周りのある家庭環境で育つ。三姉妹の末っ子。小さな頃から音楽が好きで歌手になりたいと思ってはいたものの、なかなかチャレンジ出来ず、一度就職するが、後悔しない人生を送りたいとの想いから歌手を目指す道を選択し上京を決意。ライブ活動を地道に続け、数年後、業界のマネージャーの目に留まり、八代亜紀の音楽事務所ミリオン企画へ所属。
そこからもライブ活動を続け、2015年2月にドリーミュージックより「虹色のアーチ」でメジャーデビュー。透き通った優しい声であることに定評があり、澄み渡る星空に合う声と言われ、デビュー曲のカップリング曲「きらり星」をきっかけに、さまざまな星空イベントに出演するようになった。その後も星にまつわる楽曲を多く歌い、アルバム「星の詩」「ライフ・プラネタリウム」などをリリース。現在もプラネタリウムでのライブや、プラネタリウムの番組テーマ曲、またナレーション等も精力的に行う。

### 趣味・特技・嗜好品etc.
- 嗜好品　牛乳

## 略歴
- 2013年4月からラジオ番組Music Spice!（FM FUJI 毎週火曜日24:00～）でDJを務める。
- 2015年2月4日、「虹色のアーチ」でメジャー・デビュー[2][3][4]。
- 2015年9月16日、2nd Single「ドレミ」をリリース　[5]。
- 2015年12月10日、MILLEA ワンマンライブ「ミレア 心を繋ぐ 言霊コンサート」を東京・よみうり大手町ホールにて行う。[6]
- 2016年3月18日、香港（コンベンション・エキシビジョンセンター）にて開催された、「第６回香港アジアポップミュージックフェスティバル」のスーパーノヴァコンテストカテゴリー（新人コンテスト）に日本代表として出場する[7][8][9]。
- 2016年4月13日、1st mini album「星の詩」をリリース
- 2016年12月14日、品川ステラボールにてワンマンコンサート Special Live 2016『星の詩』を開催。

## ディスコグラフィー

### シングル
| №   | 発売日        | タイトル                  | 作詩者              | 作曲者              | 編曲者            | 最高順位 | 最高順位 | 最高順位 | カバー曲                    | 備考                                                                 |
| №   | 発売日        | タイトル                  | 作詩者              | 作曲者              | 編曲者            | オリコン | Hot 100  | RIAJ DL  | カバー曲                    | 備考                                                                 |
| --- | ------------- | ------------------------- | ------------------- | ------------------- | ----------------- | -------- | -------- | -------- | --------------------------- | -------------------------------------------------------------------- |
| 1st | 2015年2月4日  | 虹色のアーチ c/w きらり星 | 堂野晶敬 mavie      | 堂野晶敬 MILLEA     | 小林信吾 SATT     |          | 18       |          | 夕陽は赤く 〈加山雄三〉     | 「虹色のアーチ」TBS系テレビ「ひるおび」 H27年2月度エンディングテーマ |
| 2nd | 2015年9月16日 | ドレミ c/w 人生のバトン   | 鈴木静那 横田はるな | 鈴木静那 横田はるな | 清水哲平 稲毛謙介 |          |          |          | 空も飛べるはず 〈スピッツ〉 |                                                                      |

### ミニアルバム
- 1st　「星の詩」　2016年4月13日　リリース

収録曲
1. 星の詩 （天空の楽園日本一の星空ナイトツアー2016　テーマソング）
2. EveryDay, EveryNight
3. ドレミ
4. HOME （NHKラジオ2015年12月度、2016年1月度「ユアソング」）
5. 孤独という名のプライド
6. 虹色のアーチ （TBS系テレビ「ひるおび！」2015年2月度エンディングテーマ）
7. きらり星 （天空の楽園日本一の星空ナイトツアー2015「STORY OF STAR」　テーマソング）
8. 祈り （BSジャパン火曜スペシャル「男と女のミステリー時代劇」主題歌） （天空の楽園日本一の星空ナイトツアー2016「STORY OF STAR」　テーマソング

- 2nd ミニアルバム「ライフ・プラネタリウム」　2019年3月6日　リリース

収録曲
1. ヒカリ
2. Shooting Star
3. One more love song
4. This is my life
5. Be Myself
6. あなたが星になって
7. 今の君の歌
8. Good Night

- 3rd ミニアルバム「Still Alive」　2022年9月21日　リリース

収録曲
1. 泣きながら生きたって
2. さよなら、わたし
3. 恋してた
4. 同じ星を見上げて
5. どさんこ
6. 雨上がりのうた

## 主なメディア出演

### ラジオ番組

#### レギュラー出演
- ラジオアミューズメントパーク　MILLEAのSOUND MEMORY　(2017年10月3日 - 、文化放送他）プロ野球ナイターオフ期の毎週木曜日21:00 - 22:00

#### 過去のレギュラー出演
- MILLEA’s FLAVOR （2015年2月2日 - 2016年3月28日、Datefm）毎週月曜日 20:00 - 20:25　[14][15][16]
- Music Spice＋! （2013年4月 - 2016年3月30日、FM FUJI）毎週火曜日深夜 24:30 - 25:00[17]
- ラジオ喫茶 八代（2012年10月1日 - 2016年3月28日、ラジオ日本）毎週月曜日 23:15 - 23:30 月2回
- MILLEAのスタートライン （2015年3月30日 - 2016年9月、ラジオ大阪）毎週月曜日深夜 24:45 - 25:00
- MILLEAの話してミ・レ・ア（2015年4月 - 2018年3月、文化放送）毎週水曜日深夜 26:25 - 26:37（リッスン? 2-3内フロート番組）
- 八代亜紀のRADIO PALETTE〜音のアトリエ〜（2013年10月 - 2018年3月、JFN系ネット）
- Loco spirits!（2016年4月1日 - 2019年9月27日、FMヨコハマ）毎週金曜日深夜 26:00 - 26:30
- ムーンラウンジ八代（2016年4月4日 - 2021年3月29日、ラジオ日本）
- 小堀勝啓の新栄トークジャンボリー(2016年4月 - 2021年3月28日、CBCラジオ) 毎週日曜日9時台のみの出演でサブパーソナリティ担当

## ライブステージ
- サテライトプラスLIVE　　■毎月第二木曜日（予定） 18：00 - 【場所】東京都港区浜松町文化放送1Ｆ広場[18]

## 参考サイト・外部リンク
- MILLEA（ミレア）オフィシャルサイト
- MILLEAオフィシャルブログ「MILLEA'S JOURNEY」Powered by Ameba
- MILLEA (@MILLEA) - X（旧Twitter）
- MILLEAのオフィシャルFacebook
- ミリオン企画
- DREAMUSIC所属アーティスト一覧

| スタブアイコン | サブスタブ | この項目は、まだ閲覧者の調べものの参照としては役立たない、歌手に関連した書きかけの項目です。この項目を加筆・訂正などしてくださる協力者を求めています（P:音楽/PJ:芸能人）。 |